# PlayStation

PlayStationのコントローラに使われている「△○×□」は、同ブランドのトレードマーク（商標）としても使用される。

PlayStation（邦:プレイステーション）は、日本のソニー傘下のソニー・インタラクティブエンタテインメント（略: SIE）により開発・発売されている家庭用ゲーム機およびサービスのブランド名、トレードマーク（商標）である。世界中で一般的な略称は「PS」（ピーエス）。それに加えて、日本の俗称では「プレステ」と略されることもある。「PlayStation」という語は「ワークステーション」から造語したものである。「PlayStation」の名を冠したゲーム機の総称。

## 概説
最初の機種である1994年12月3日に発売された据置型のPlayStation（「初代PlayStation」）は、その高速なポリゴン描画がユーザーに衝撃を与え、全世界販売台数が1億249万台の大ヒットとなった。
さらに、2000年に発売となった後継機のPlayStation 2は、その初代PlayStationを超え、2013年に世界累計販売台数が1億6,000万台で「ゲーム機歴代一位」となった。これは、歴代全てメーカーの全てのゲーム機の中で1位となっており、今もこの記録は破られていない。
その後も、2006年発売のPlayStation 3、2013年発売のPlayStation 4、2020年発売のPlayStation 5と、ソニーは新製品を出す度に時代に先駆けた技術的な挑戦を行っている。PS4も販売累計台数1億1,720万台を超えて、2022年秋時点でも製造継続中で販売台数を伸ばしており、PS4と並行する形で発売となった最新型の2020年発売のPS5は人気殺到で製造が追いつかない状態である。
据え置き型と並行して2004年に発売となった携帯機のPlayStation Portableもヒットし2015年時点で累計8,000万台を超え、2011年末には携帯型の後継機であるPlayStation Vitaが発売された。
2006年にはオンラインサービスのPlayStation Network（PSN)も提供開始、数年かけてさまざまなサービスを提供するためのネットワークサービスへと成長させ（2020年時点で月間アクティブユーザー数1億300万）、2010年にはPSNに加えてオプションで加入できる有料会員サービス（サブスクリプションサービス）PlayStation Plusも開始した。（2021年12月31日時点で会員数4,800万人）。SONYはPlayStationに関して「ゲーム機」という用語を使用せず、ゲームも含めた様々なサービスを提供する「コンピュータエンタテインメントシステム」という表現を使用している。（PlayStation発足当時から関わっている吉田修平が2014年以降、PlayStationを従来のハードごとではなく、PlayStation全体が1つのプラットフォームであるという考え方にシフトしていくことを表明していて、その言葉通りになった）。

## シリーズ

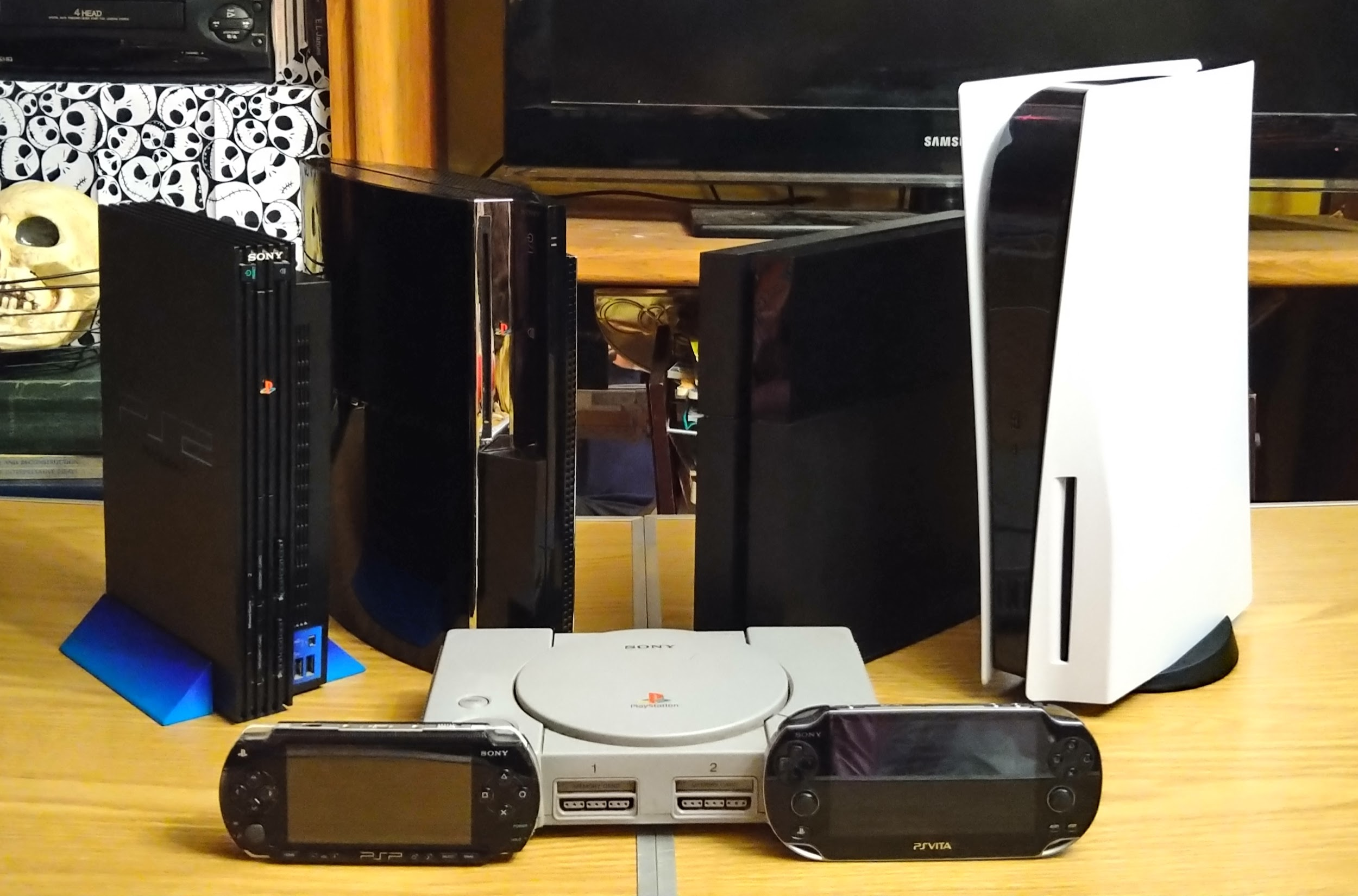
PlayStation 2（一番左）PlayStation 3（左）PlayStation 4（右）PlayStation 5（一番右）PlayStation（中央下）PlayStation Portable（左下）PlayStation Vita（右下）

### 据置型ゲーム機
本項では発売された全てのPlayStationを記載していく。
| 1994 | PlayStation                          |
| 1995 |                                      |
| 1996 |                                      |
| 1997 |                                      |
| 1998 |                                      |
| 1999 | PocketStation                        |
| 2000 | PlayStation 2                        |
| 2000 | PS one                               |
| 2001 |                                      |
| 2002 |                                      |
| 2003 | PSX                                  |
| 2004 | PlayStation 2 Slim                   |
| 2004 | PlayStation Portable                 |
| 2005 |                                      |
| 2006 | PlayStation 3                        |
| 2007 | PlayStation Portable Slim            |
| 2008 |                                      |
| 2009 | PlayStation 3 Slim                   |
| 2009 | PlayStation Portable go              |
| 2010 | BRAVIA KDL22PX300（欧州のみ）        |
| 2011 | PlayStation Vita                     |
| 2012 | PlayStation 3 Super Slim             |
| 2013 | PlayStation Vita Slim                |
| 2013 | PlayStation Vita TV                  |
| 2014 | PlayStation 4                        |
| 2015 |                                      |
| 2016 | PlayStation 4 Slim                   |
| 2016 | PlayStation 4 Pro                    |
| 2017 |                                      |
| 2018 | PlayStation Classic                  |
| 2019 |                                      |
| 2020 | PlayStation 5                        |
| 2020 | PlayStation 5 デジタル・エディション |
| 2021 |                                      |
| 2022 |                                      |
| 2023 | PlayStation 5 Slim                   |
| 2024 | PlayStation 5 Pro                    |

- PlayStation (PS) 1994年12月3日 - 同ブランドを冠した最初のゲーム機。
  - PS one （PS One） 2000年7月7日 - PSの小型版。
  - PlayStation Classic （PS Classic） 2018年12月3日 - PSの復刻版。
- PlayStation 2 (PS2) 2000年3月4日
- PlayStation 3 (PS3) 2006年11月11日
- PlayStation 4 (PS4) 2014年2月22日。（なお2022年末時点でも基本モデル1機種は生産・販売が継続している）。
  - PlayStation 4 Pro (PS4 Pro) 2016年11月10日 - PS4の高性能版。4K解像度 (2160p）対応[注釈 3]。
- PlayStation 5 (PS5) 2020年11月12日 - ネイティブ4Kでも十分なパフォーマンスが出せる最新機種にもかかわらず、新型コロナウイルス感染症によるコロナ禍が原因で世界中で人々が家に籠もったことによりゲーム機需要が急増し更に世界的な半導体不足が発生した結果、PS5は2年以上入手困難な状況が続く事態となった。ディスクドライブ非搭載モデル「デジタル・エディション」も同時発売。
  - PlayStation 5 Pro (PS5 Pro) 2024年11月7日  - PS5の高性能版。

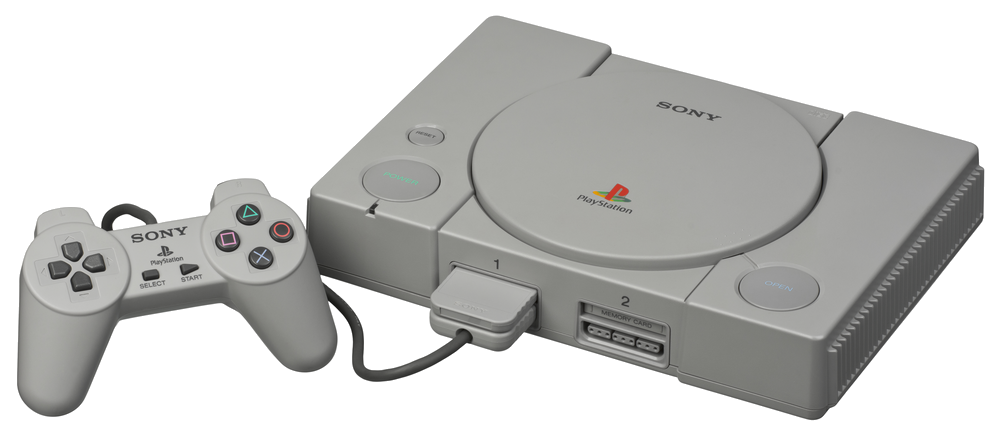
PlayStation
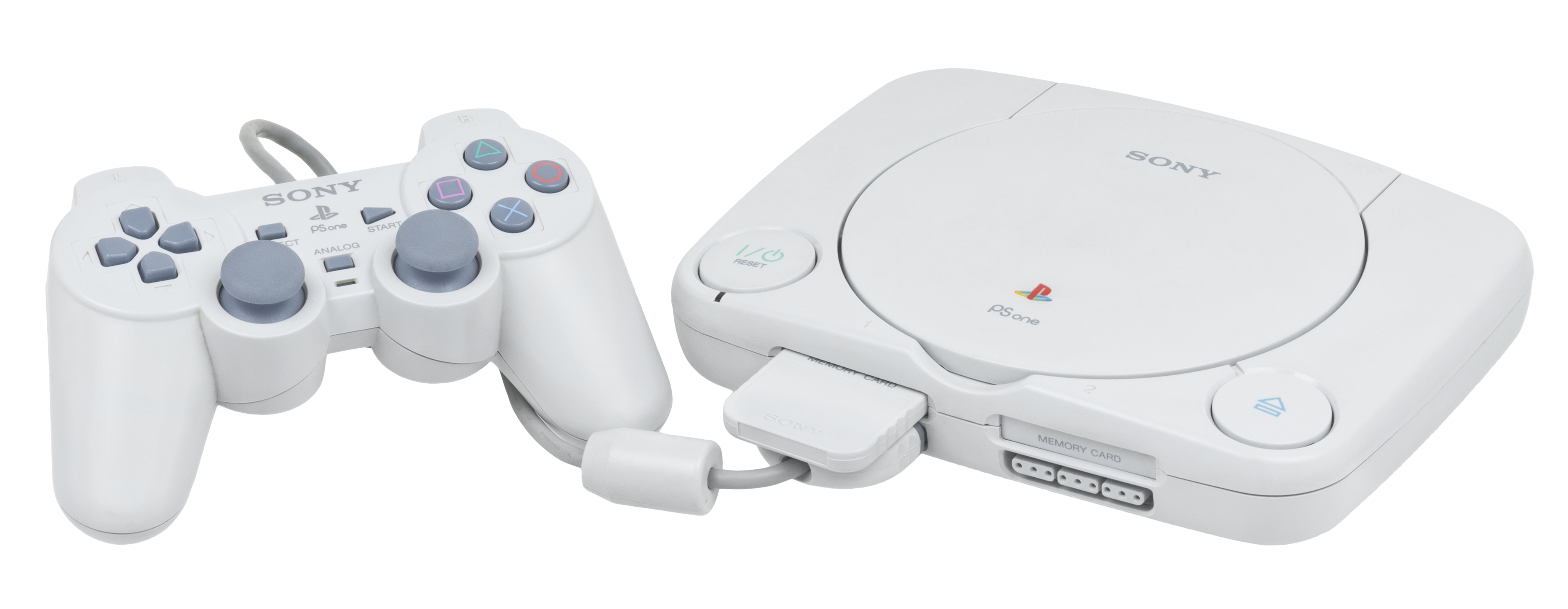
PS one
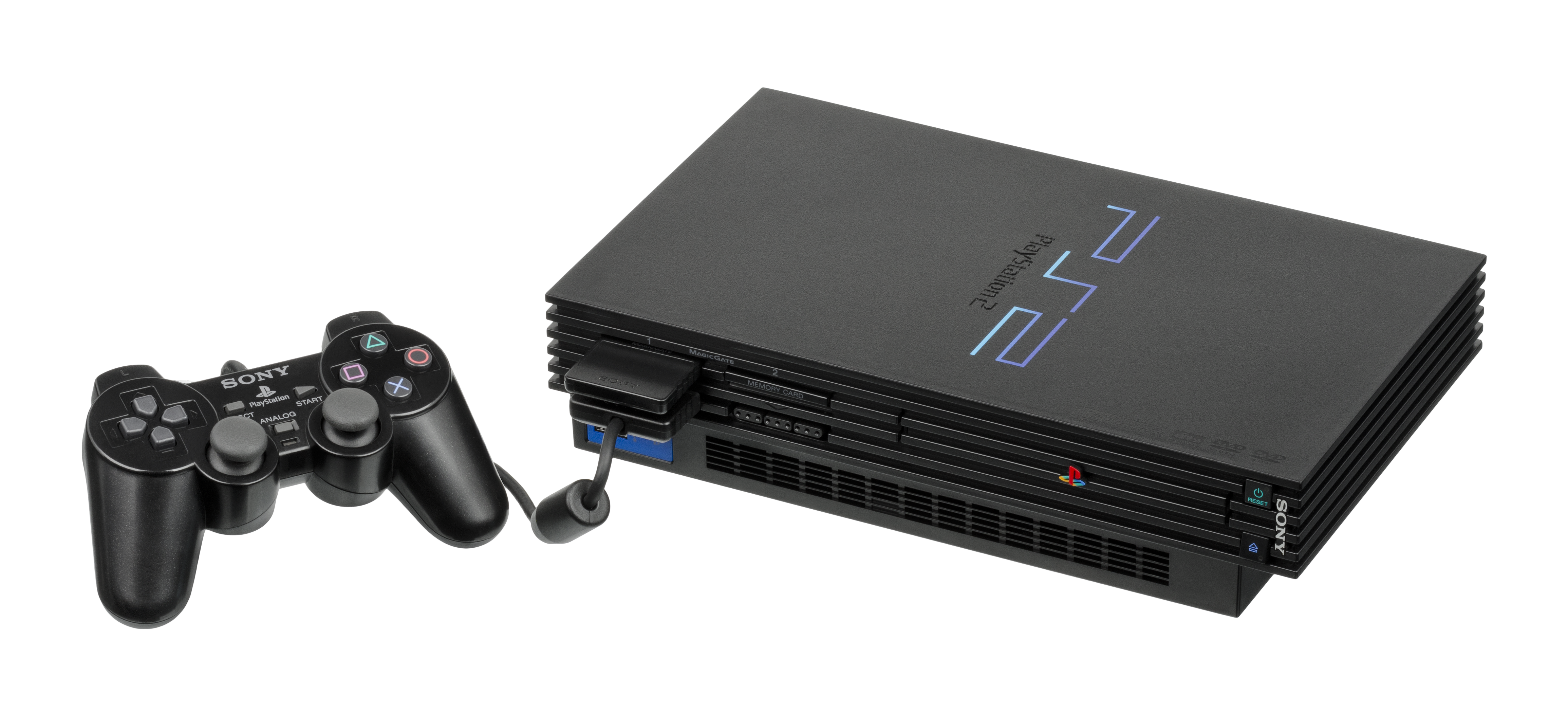
PlayStation 2
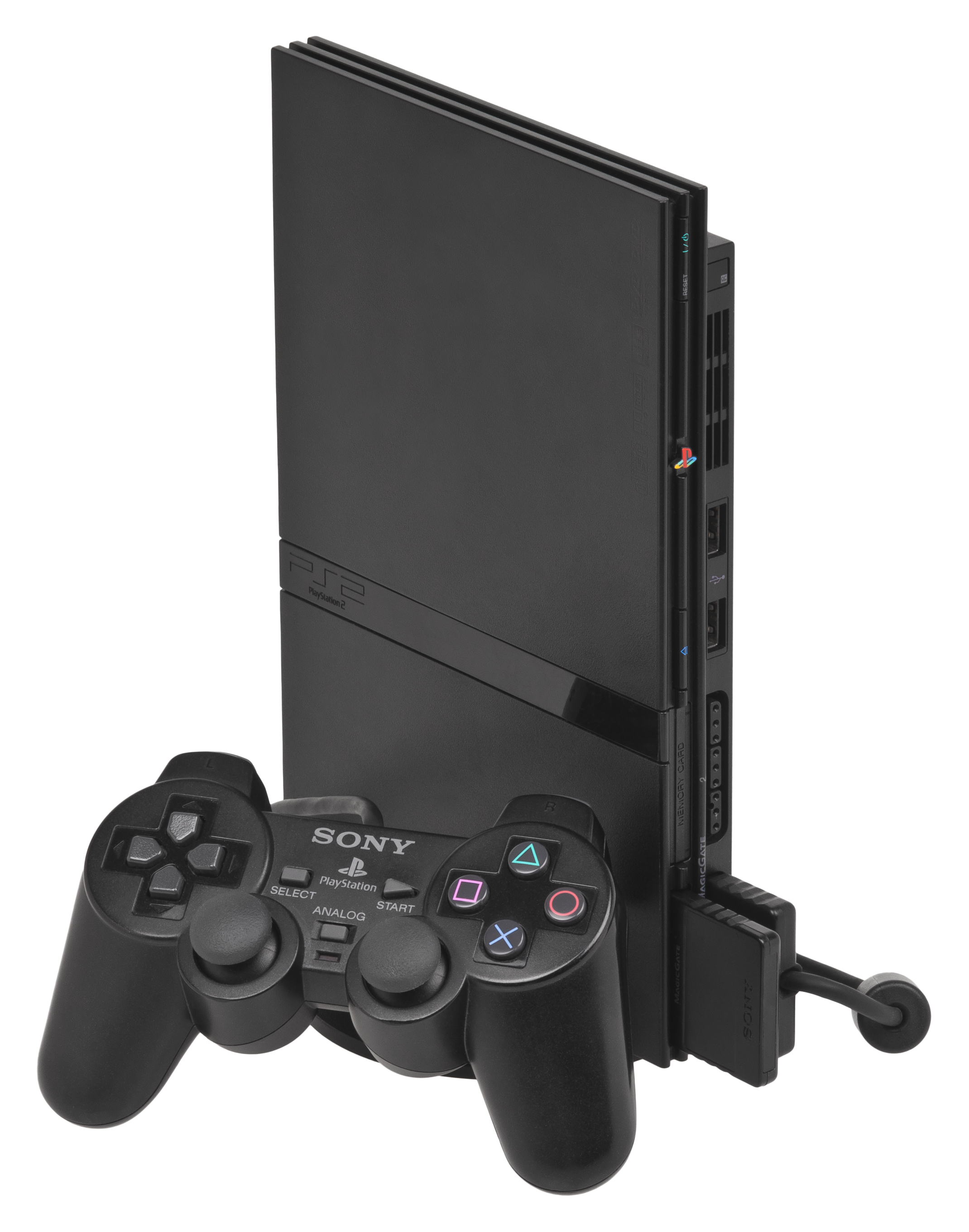
PlayStation 2 (SCPH-70000)
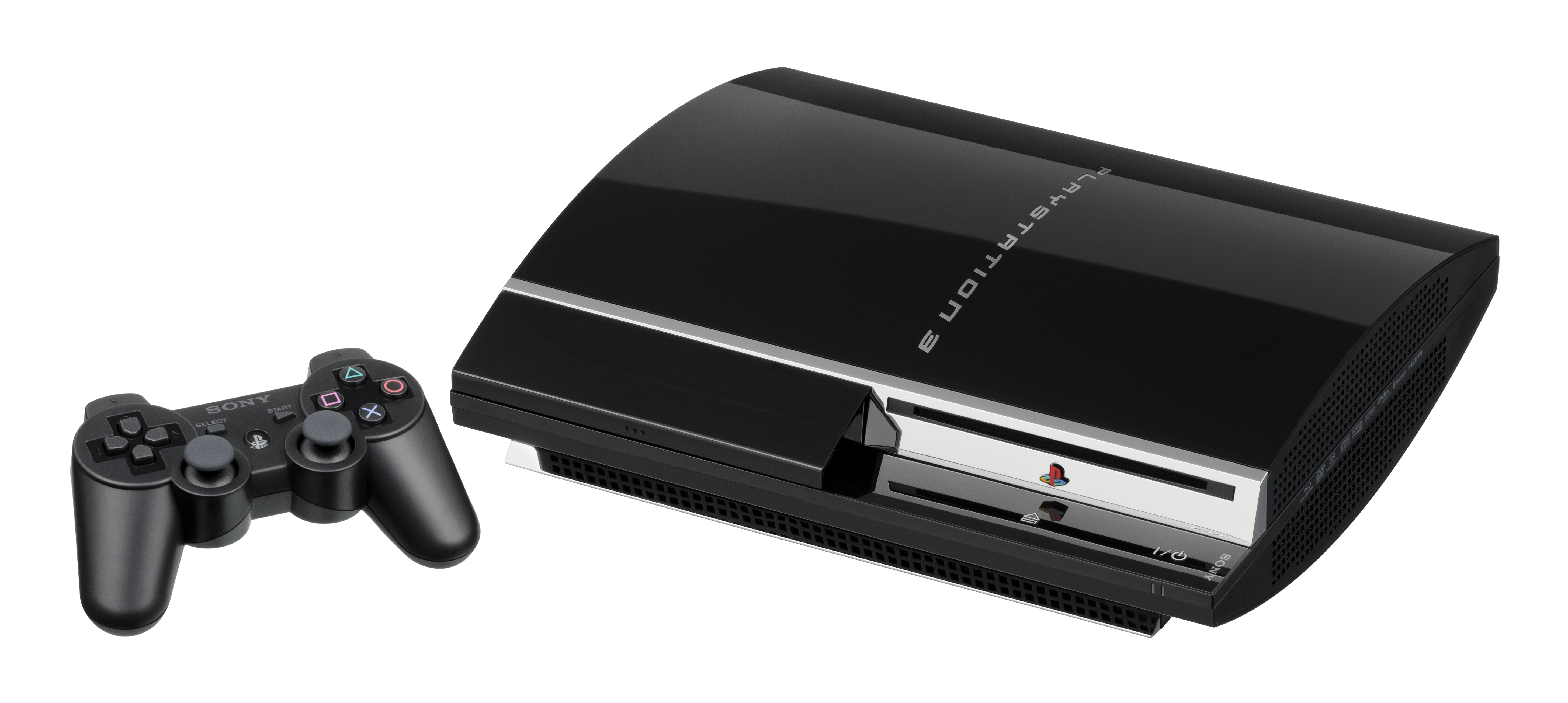
PlayStation 3
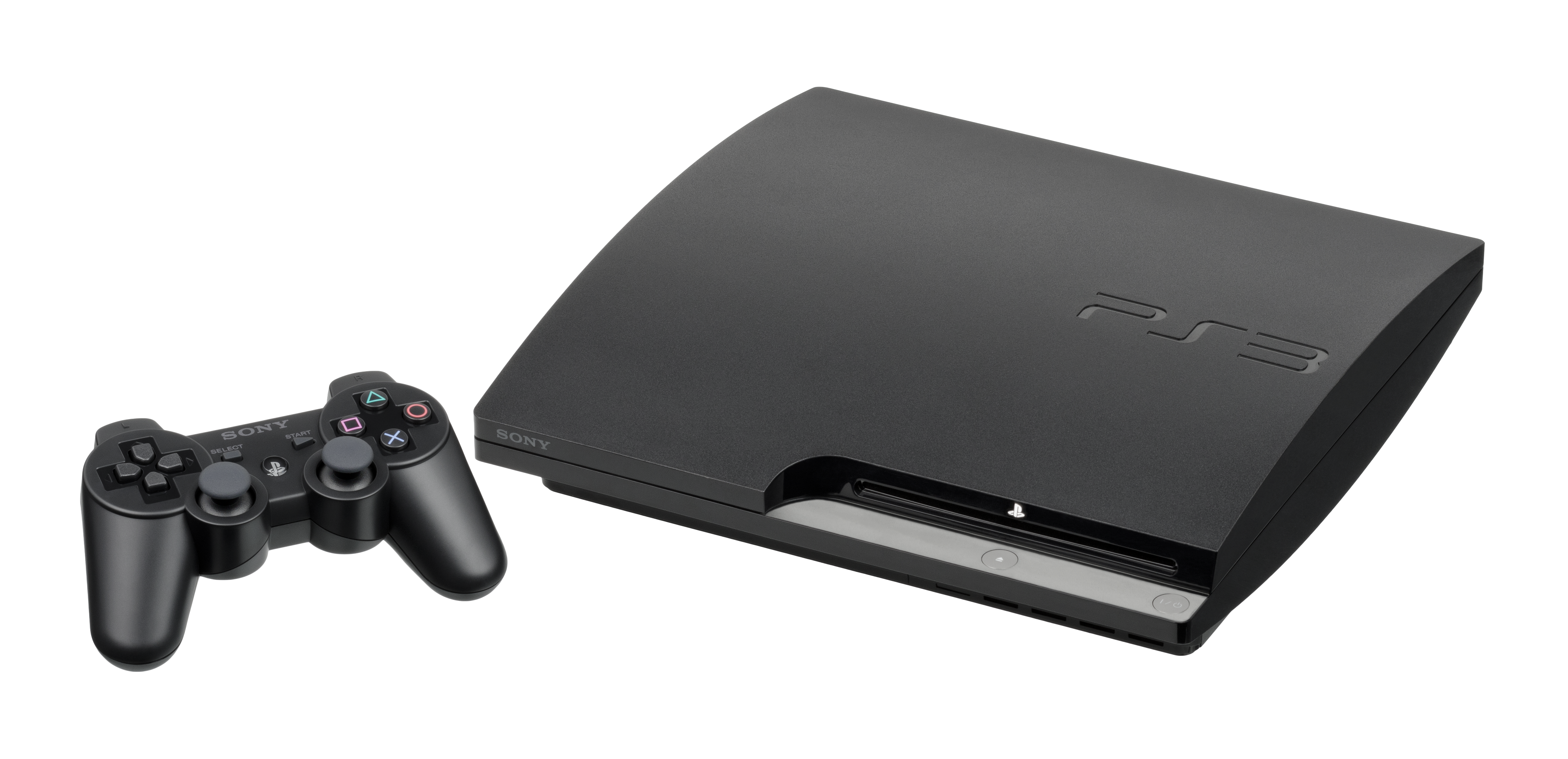
PlayStation 3 (CECH-2000)
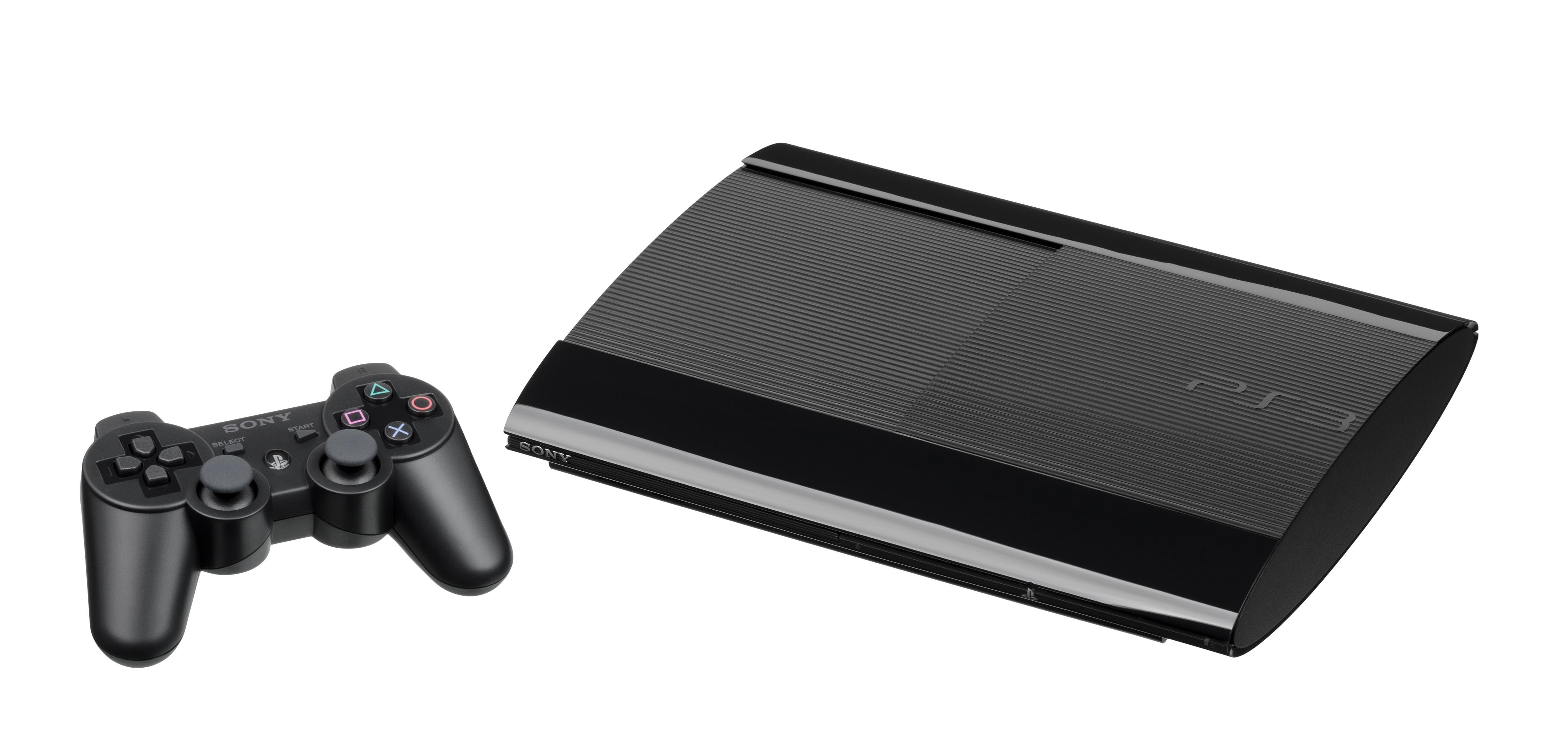
PlayStation 3 (CECH-4000)
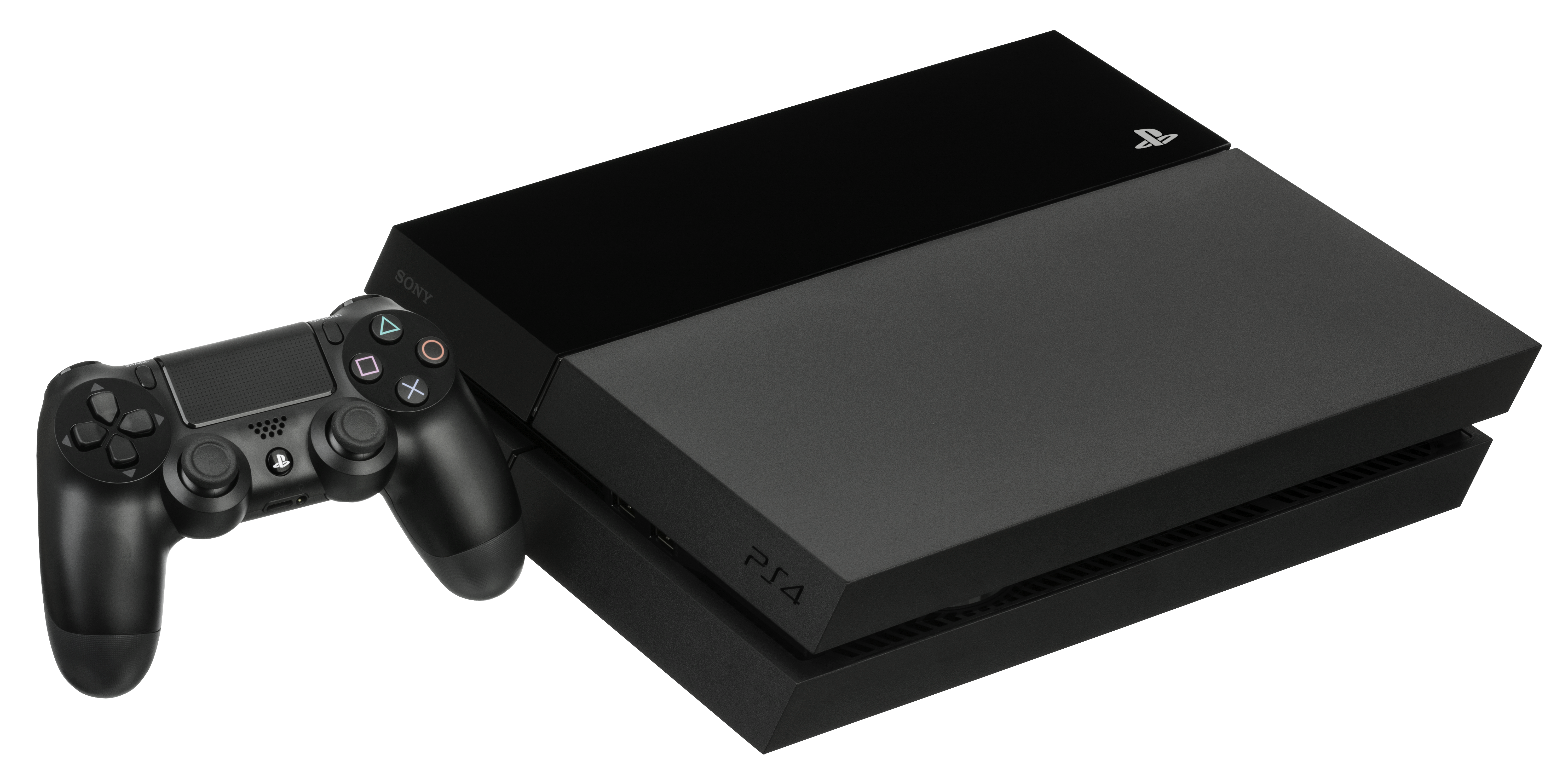
PlayStation 4
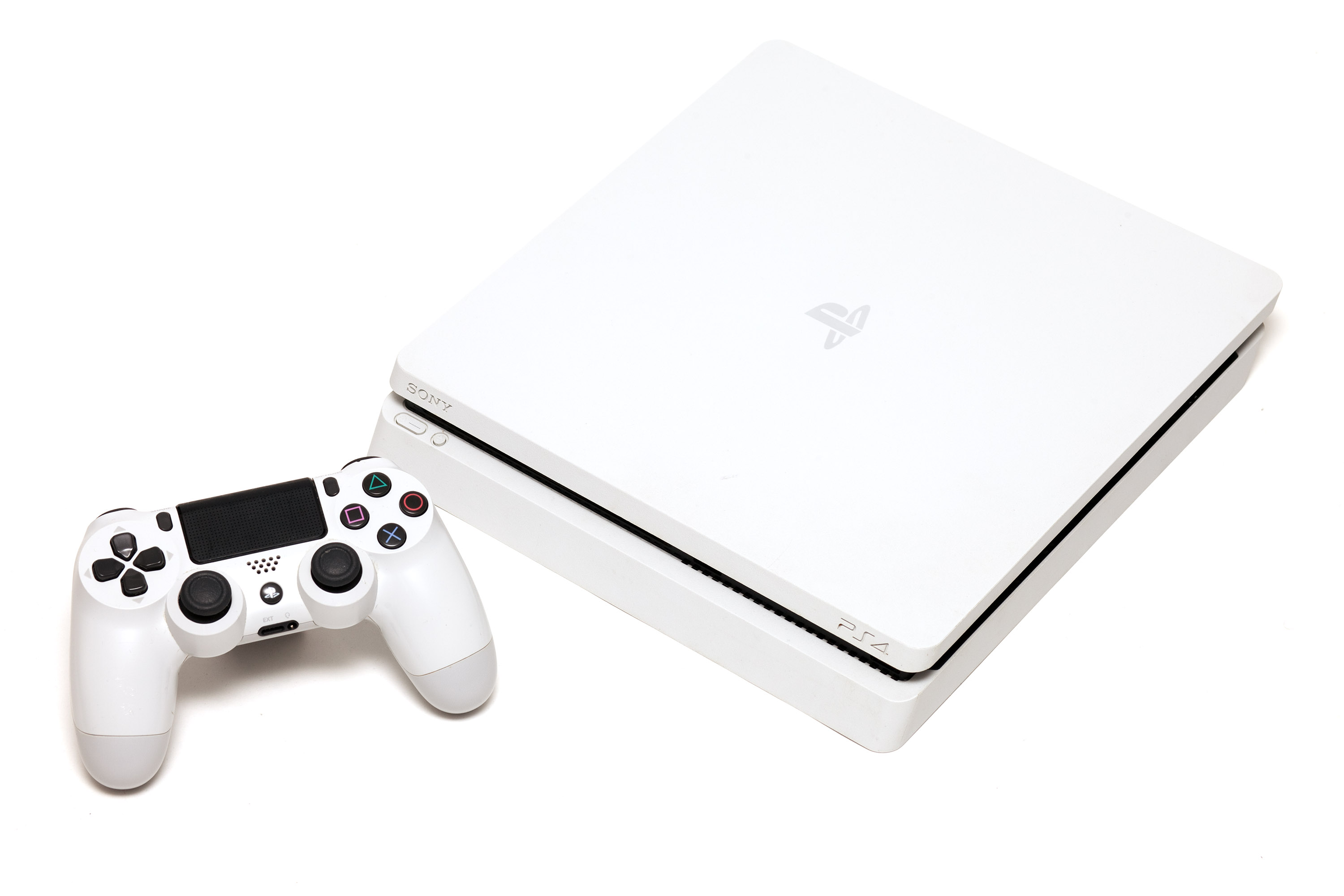
PlayStation 4 (CUH-2000)
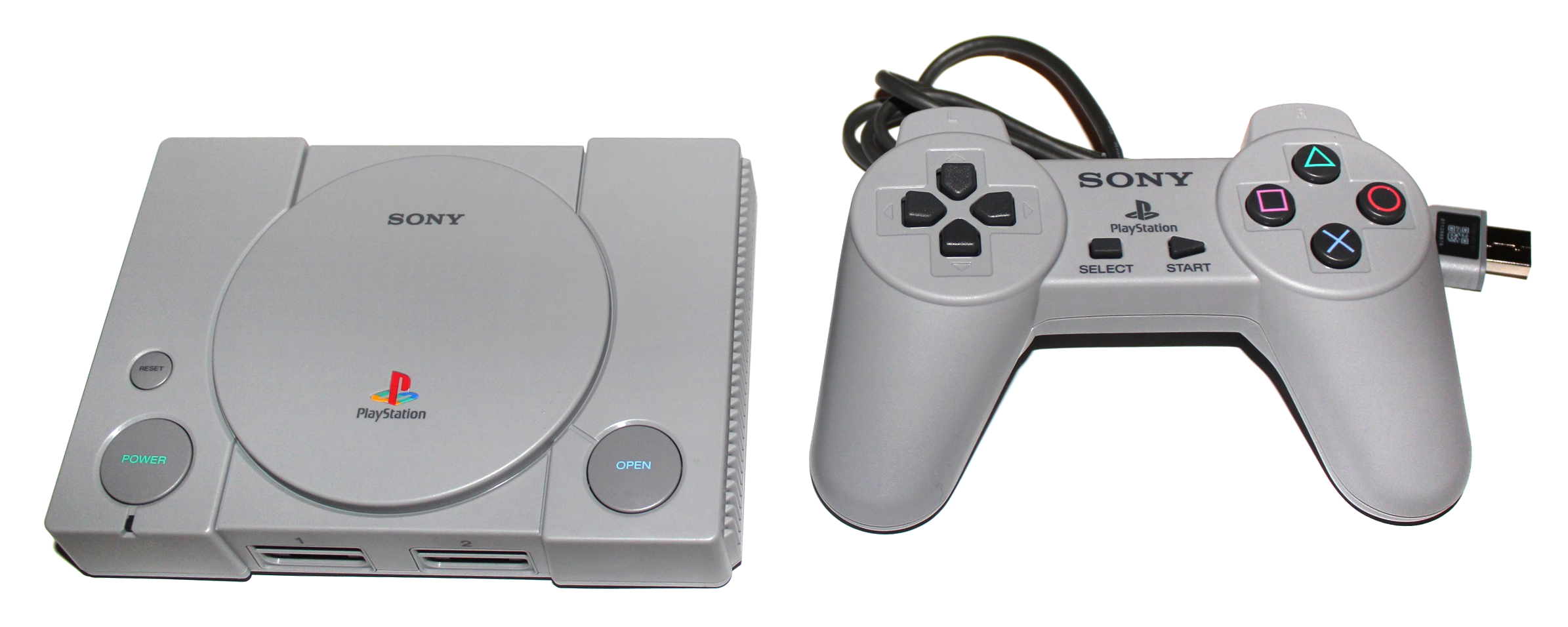
PlayStation Classic
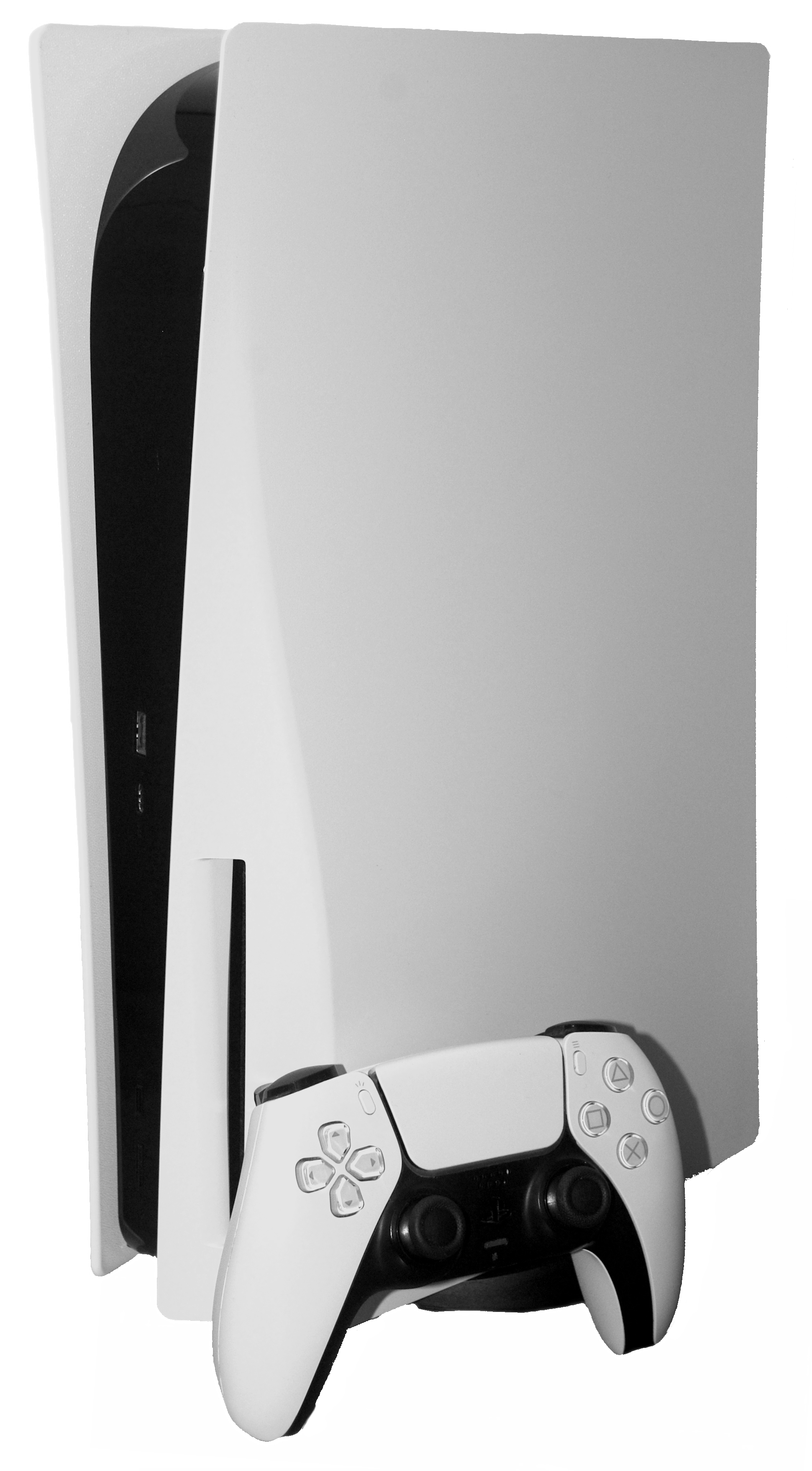
PlayStation 5 「ディスクあり通常版」[注釈 4]
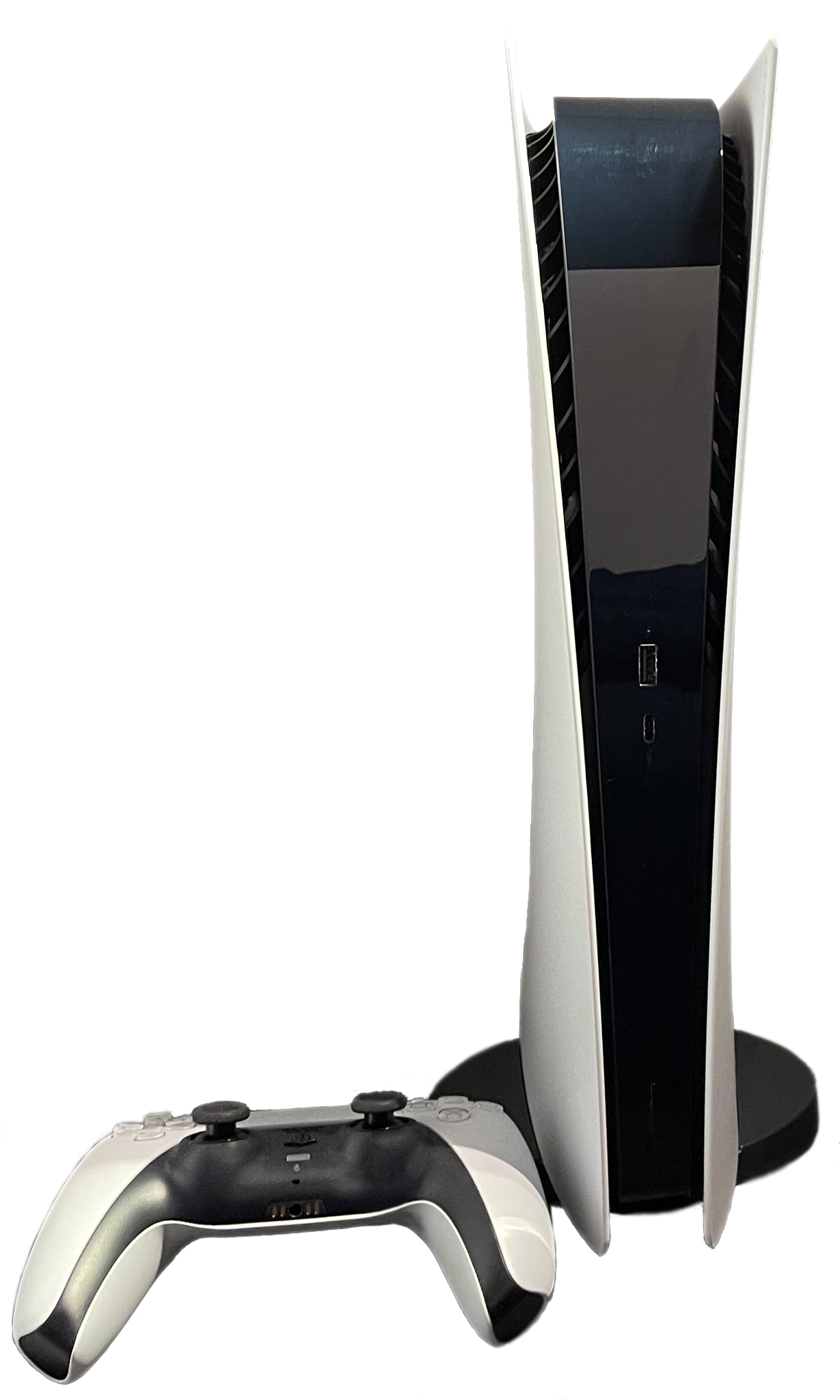
PlayStation 5 デジタル・エディション

その他の特殊な据置型ゲーム機
- PSX （PSX） - 2003年から2005年にかけて製造・販売された、PS2の機能および「ハードディスク搭載のハイブリッド（HDD・DVD）レコーダー」機能を併せ持つ据置型ハードウェア。
- PlayStation Vita TV (PS Vita TV) 2013年11月14日 - 携帯型ゲーム機「PlayStation Vita」の据置型版（未対応ソフトあり）。欧米では「PlayStation TV」の名称で発売。

### 携帯型ゲーム機
- PlayStation Portable (PSP) 2004年12月12日
  - PlayStation Portable go (PSP go) 2009年10月1日 - PSPからUMDドライブを省いた機種。ソフトウェアはダウンロード販売のみ。
- PlayStation Vita (PS Vita) 2011年12月17日 - PS Vitaの対応メディアはUMDドライブからPS Vitaカードスロットに変更。

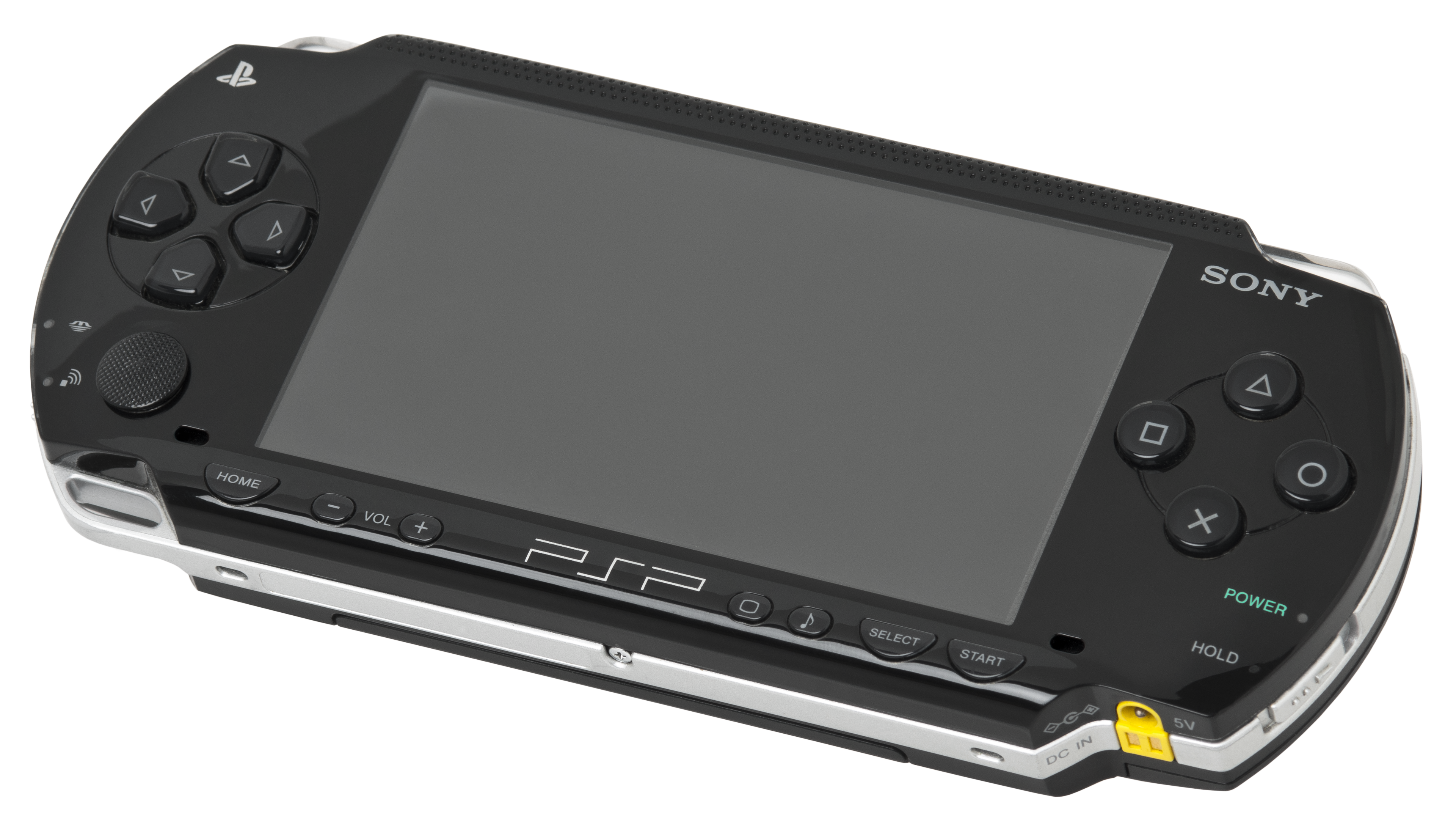
PlayStation Portable
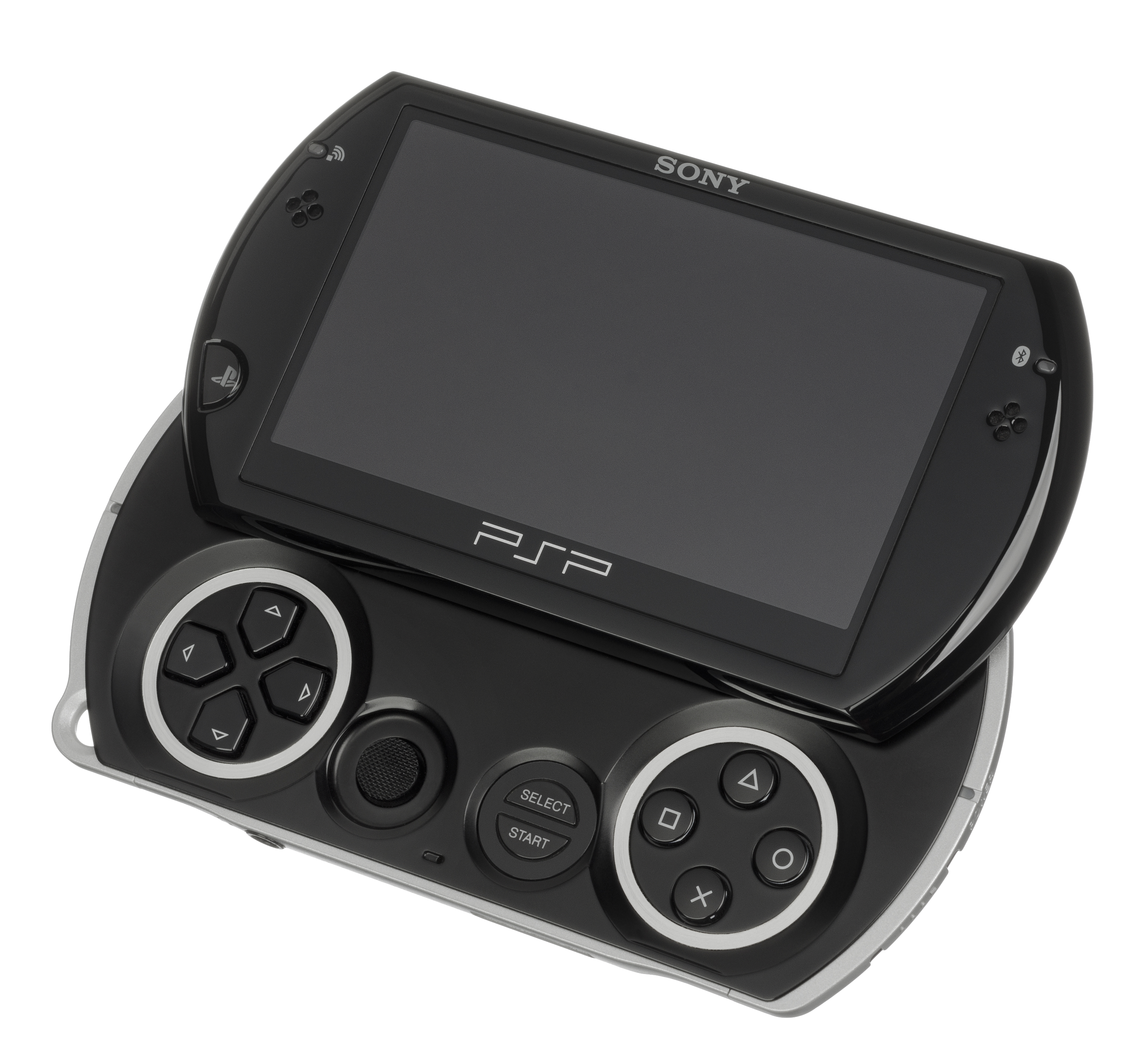
PlayStation Portable go
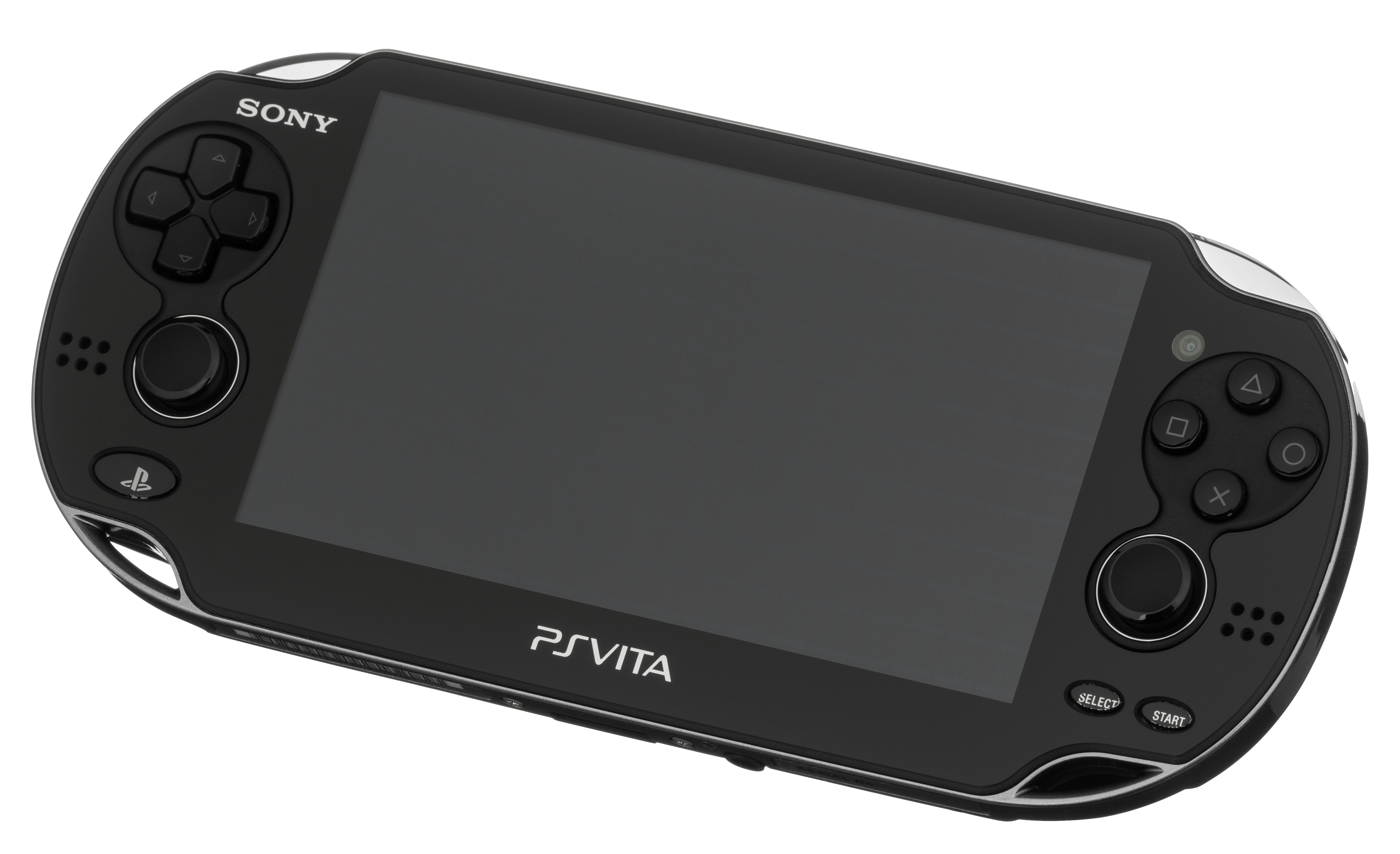
PlayStation Vita

### 周辺機器
- DUALSHOCK - PlayStationシリーズで採用されている専用コントローラの製品シリーズ。
- PlayStation Move - モーションコントローラとカメラを組み合わあせて使用することで、体感型ゲームの操作を可能とする。初代PS VR（次の行で説明）のコントローラとしても使える。
- PlayStation VR (PS VR) - PS4およびPS5用のVRヘッドマウントディスプレイ。
- PlayStation VR2 - 新世代のVRヘッドマウントディスプレイ。高い没入感を実現。2つの2000×2040の有機ELディスプレイを内蔵し、初代 PS VRの4倍もの解像度を実現しており、4KHDRの映像と最大120 fps（frame / sec, 1秒あたりのフレーム数）のフレームレートを実現。視線トラッキング（プレーヤーの視線を感知する機能）を実現しており、ゲーム内のアバターにプレイヤーの感情や反応を再現でき、協力プレイやマルチプレイでのチャットの臨場感やパーソナルなやり取りも、よりリアルに表現することも可能[8]。2023年2月22日に発売。PS5専用[注釈 5]。
- PlayStation Portal リモートプレーヤー - 2023年11月15日に発売。
- nasne - テレビ視聴・録画・再生を可能とするデジタルチューナーとハードディスク・レコーダー搭載のネットワークストレージ。PlayStationシリーズやスマートフォンのtorneアプリの他、PCではPC TV Plusアプリで使用可能。2020年に販売終了したがバッファローが製造・販売を継承した。
- AVマルチ - 主にPlayStationシリーズで採用されていた、映像信号・音声信号のアナログ伝送コネクタ。

### サービス
- PlayStation Network (PSN)
- PlayStation Store
- PlayStation Plus
  - PlayStation Now
- PlayStation App - PlayStation Mobile Inc.が配信するアプリ。また、本格的なゲームアプリを提供するために「フォワードワークス」が設立されている[10]。
- PlayStation Video - 「Video Unlimited」をPSNに統合して改称。終了。
- PlayStation Music - 「Music Unlimited」をPSNに統合して改称。Spotifyと提携[11]。終了。
- PlayStation Home - 2015年3月末に終了。
- PlayStation Mobile - 2015年9月末に終了。

この他、2016年にはイベント活動を束ねる「PlayStation祭」、子ども層の拡大を狙う「キッズの星」プロジェクトも発表されている。

## 互換性対応表
ブルーレイのビットストリーム出力、HDMI-CECはPS3のCECH-2000系列モデルから可能となった。
PlayStationシリーズは原則としてPS2以降の全モデルにおいて内臓のCR2032電池（携帯機の場合は内臓バッテリー）で現在時刻・日程のデータを保存している。コイン電池の交換が分解なしで可能になった最初のモデルはPlayStation 5 Proであり、コントローラーなどのバッテリー交換はPlayStation Portable(go,E1000モデル以外)を除いて原則不可能。バッテリーを外した場合でも有線で電源を供給するとコントローラーや携帯機を使用することが可能。映像用のディスクメディアに関しては、Blu-ray Discなどでリージョンコードが表記されていないケースもあり、この場合は事実上ディスク側がリージョンフリーである。
|                           | PS PS one | PS2 （SCPH-10000 - 39000） | PS2 （SCPH-50000 - 55000） PSX （DESR-5000・DESR-5100・DESR-7000・DESR-7100） | PS2 Slim （SCPH-70000 - 90000）PSX （DESR-5500・DESR-5700・DESR-7500・DESR-7700） BRAVIA KDL22PX300 （欧州のみ） | PS3 （CECHA・CECHB・CECHC・CECHE） | PS3 （CECHG・CECHH・CECHK・CECHL・CECHQ） Slim （CECH-2000 - 3000) Super Slim （CECH-4000 - 4300）           | PS4 PS4 Pro                  | PS5 PS5 Pro             | PSP PSP go PSP E1000                                  | PS Vita PS Vita TV (PlayStation TV)    |
| ------------------------- | --------- | -------------------------- | ----------------------------------------------------------------------------- | --- | --- | --- | ---------------------------- | ----------------------- | ----------------------------------------------------- | -------------------------------------- |
| PS用ソフト                | ◯         | ◯                          | ◯                                                                             | ◯ | ◯ | ◯ | □（※4）                      | □（※4）                 | △                                                     | △                                      |
| PS2用ソフト               | ×         | ◯                          | △（※1）                                                                       | △（※2） | △ | ×（※3） | □（※4）                      | □（※4）                 | ×                                                     | ×                                      |
| PS3用ソフト               | ×         | ×                          | ×                                                                             | × | ◯ | ◯ | □（※5）                      | □（※5）                 | ×                                                     | ×                                      |
| PS4用ソフト               | ×         | ×                          | ×                                                                             | × | × | × | ◯                            | ◯                       | ×                                                     | ×                                      |
| PS5用ソフト               | ×         | ×                          | ×                                                                             | × | × | × | ×                            | ◯                       | ×                                                     | ×                                      |
| PSP用ソフト(UMD)          | ×         | ×                          | ×                                                                             | × | × | × | ×                            | ×                       | △(※7)                                                 | ×(※11)                                 |
| PSP用ソフト(ダウンロード) | ×         | ×                          | ×                                                                             | × | △（※6） | △（※6） | □（※4）                      | □（※4）                 | ◯                                                     | △(※8)                                  |
| PS Vita用ソフト           | ×         | ×                          | ×                                                                             | × | × | × | ×                            | ×                       | ×                                                     | ◯(※12)                                 |
| CD                        | ◯         | ◯                          | ◯                                                                             | ◯ | ◯ | ◯ | ×                            | ×                       | ×                                                     | ×                                      |
| SACD                      | ×         | ×                          | ×                                                                             | × | ◯ | × | ×                            | ×                       | ×                                                     | ×                                      |
| DVD                       | ×         | ◯                          | ◯                                                                             | ◯ | ◯ | ◯ | ◯                            | ◯                       | ×                                                     | ×                                      |
| BD                        | ×         | ×                          | ×                                                                             | × | ◯ | ◯ | ◯                            | ◯                       | ×                                                     | ×                                      |
| UHD BD                    | ×         | ×                          | ×                                                                             | × | × | × | ×                            | ◯                       | ×                                                     | ×                                      |
| リージョンロック          | PS1用作品 | PS1用作品,PS2用作品,DVD    | PS1用作品,PS2用作品,DVD                                                       | PS1用作品,PS2用作品,DVD                                                                                          | (※9)(※10)(※13) PS1用作品(ディスク起動のみ),PS2用作品(ディスク起動のみ),PS3用作品(ごく一部のみ),PS Minis作品(日本プレイ不可),DVD,BD,Blu-ray 3D | (※9)(※10) PS1用作品(ディスク起動のみ),PS3用作品(ごく一部のみ),PS Minis作品(日本プレイ不可),DVD,BD,Blu-ray 3D | (※9)(※10) DVD,BD ,Blu-ray 3D | (※9)(※10) DVD,BD,UHD BD | (※9)(※10)(※13) PS Minis作品(日本プレイ不可),UMD VIDEO | (※9)(※10) PS Minis作品(日本プレイ不可) |

- ※1 PS2（厚型）のSCPH-10000（日本国内のみ）からSCPH-39000まではiLINK端子を対戦できたが、2003年5月15日のSCPH-50000以降はできなくなった。なお、PS2全モデルでPS1作品における「通信ケーブル」を使用することはできない。
- ※2 PS2（厚型）のSCPH-30000からSCPH-50000まではEXPANSION BAY（以前の日本国内のみSCPH-10000 - SCPH-18000まではPCカードスロット）にPlayStation BB Unitを搭載されたが、2004年11月4日のPS2（薄型）SCPH-70000以降はできなくなった。なお、初期型PS3モデルではネットワーク接続のエミュレーションは可能であるが、BB Unitを使用する作品で対応させたのはごくわずかである。
- ※3 PS3（厚型）のCECHB00（20GBモデル）及びCECHA00（60GBモデル）ではPS2のソフトの互換機能を備えていたが、2007年11月11日のCECHH00（40GBモデル）以降はできなくなった。
- ※4 PS1、PS2、PS3、PSPのパッケージソフトはそのままではPS4でプレイできない[注釈 6]。ただし「PlayStation Plus プレミアム」に加入すれば、過去のPlayStationシリーズのハード上で動いた名作ゲームの一部が、PS4やPS5でプレイ可能な状態に改良された状態で「クラシックス・カタログ」に掲載されており、それをダウンロードしてプレイすることができる[14]。
- ※5 本体から直接エミュレーターで起動してプレイできない。PlayStation Plus プレミアムでクラウドプレイからゲームをプレイすることは可能。
- ※6 PSP Remaster対応ソフトをディスクなどでプレイする場合のみ、一部作品が対応
- ※7 PlayStation Portable goはUMDドライブが非搭載のため、UMD作品をプレイできない。
- ※8 ごく一部の作品のみPSPのみでしか購入・ダウンロード不可で、それ以外はプレイ可能。
- ※9 PS3,PSP,PS4,PS Vita,PS5作品において、ディスクリージョン、またはダウンロード版ゲームのリージョンと本体のリージョンが異なる場合、PSNの接続地域が変更され、ダウンロードコンテンツのリージョンコードが不一致する場合ではDLCのみが使えなくなるケースがある。場合によっては、PSNの接続をゲーム単位で拒否されることもある[15]。この問題は特にディスク版で発生しやすい。Xbox(One以降)においてはダウンロード版で配信されるゲームデータの国ごとの分別がほとんど行われていないため、DLCと本編のデータにリージョン変更がかかるケースはコールオブデューティ　ゴーストの日本版などのごく一部を除いて原則存在しない。
- ※10 中華人民共和国本土で販売されるPS本体は例外的にリージョンロックがかかる。
- ※11 UMD PassportによるPSPのダウンロード作品の割引機能は対応（2024年現在はサービス終了済み)
- ※12 PS Vita TVでは一部のPS Vita向け作品をプレイできない。Vita TV専用アプリケーションもわずかだが存在した。
- ※13 PS3,PSPでリージョンロック判定が下りた作品はペルソナ4 ジ・アルティメット イン マヨナカアリーナ、侍道3、メタルギアピースウォーカーのデモ版のみである。

【記号凡例】
- ◯：対応
- ×：非対応
- △：限定的に対応
- □：クラシックス・カタログ対応
- PSX・BRAVIA KDL22PX300（欧州のみ）以外はソニー・インタラクティブエンタテインメント（当時ソニー・コンピュータエンタテインメント）の発売製品

## 沿革
以下、特筆が無い場合は日本国内の日付を記す。
- 1994年

初代PlayStationの起動画面や本体にも描かれている4色カラーのPSファミリーマーク。Pと奥行きのあるSで構成。ただし、PlayStation 2のパッケージソフトデザインは2013年まで使用。

PlayStation 2まで使われていたロゴマーク。現ロゴと比べて、aが角字体に近く、字の間隔も空いている。

  - 12月3日 - 初代PlayStation発売。
- 1997年
  - 11月20日 - アナログコントローラDUALSHOCK発売。
- 1999年
  - 1月23日 - PocketStation発売。
  - 3月2日 - PlayStation Meeting 1999にてPlayStation 2 (PS2) を発表[18]。
- 2000年
  - 2月1日 - SCEが自社直販のショッピングサイト「PlayStation.com Japan」設立[19]。
  - 2月18日 - 午前0時からPS2の先行予約受付を開始した[注釈 7]。しかし瞬く間にサイトが一時ダウン[20]するなど当初から注目を集めた。
  - 3月2日 - PlayStation.comでの注文者の氏名・商品配送先が受注番号の入力だけで閲覧可能な状態となっており、第三者からの不正アクセスにより個人情報が流出したことが明らかとなる[21]。
  - 3月4日 - PS2発売。
  - 7月7日 - PS one発売。
- 2002年
  - アメリカ合衆国イマージョン社がPlayStation、およびPlayStation 2のコントローラー振動技術（バイブレーション機能デュアルショック）の特許権をめぐる訴訟を起こす。
- 2003年
  - 12月13日 - PSX発売。
- 2004年
  - 12月12日 - PlayStation Portable (PSP) 発売。
- 2005年
  - 3月24日 - アメリカイマージョン社とのコントローラ振動技術の特許権をめぐる訴訟で、カリフォルニア州オークランド連邦地裁がソニー・コンピュータエンタテインメントなどに対し、アメリカでのPlayStationおよびPlayStation 2の販売差し止めと約9,070万ドル（日本円で約96億円）の損害賠償を命じる判決[注釈 8]。ソニー・コンピュータエンタテインメントは再審理を請求。
  - 5月16日 - 北米のElectronic Entertainment Expo (E3) にてPlayStation 3 (PS3) を発表。
- 2006年
  - 3月14日 - アメリカでのイマージョン社とのコントローラ振動技術の特許権をめぐる訴訟でSCEの再審請求が棄却。
  - 11月11日 - PS3発売。PlayStation Network (PSN) サービス開始。
- 2007年
  - 3月1日 - イマージョン社の請求金額とライセンス料を全面的に支払い、業務提携する形でSCEが和解。和解金は非公開。
  - 12月末 - PlayStation.com、ショッピングサービス終了[19]。
- 2008年
  - 2月末 - PlayStation.com、メールニュースサービス終了[19]。
  - 12月12日 - PlayStation Homeサービス開始。
- 2009年
  - 9月3日 - PlayStation 3 スリム型モデル(CECH-2000A/B)発売。
  - 11月1日 - PlayStation Portable go (PSP go) 発売。
- 2010年
  - 6月29日 - PlayStation Plusサービス開始。
  - 10月21日 - PlayStation Move発売。
- 2011年
  - 1月27日 - PlayStation Meeting 2011にてPlayStation Vita (PS Vita) を発表。
  - 12月8日 - PlayStation Suite（現・PlayStation Mobile）サービス開始。
  - 12月17日 - PS Vita発売。
- 2012年
  - 10月4日 - PlayStation 3の更なるスリム型モデル(CECH-4000A/B)発売。
  - 10月18日 - PlayStation 2 北米で生産終了。
  - 12月28日 - PlayStation 2 最終モデルの国内生産終了。
- 2013年
  - 1月4日 - PlayStation 2 全世界生産終了。最終的に販売台数が1億6000万台を突破。
  - 2月20日 - PlayStation Meeting 2013にてPlayStation 4 (PS4) を発表[22]。
  - 11月14日 - PlayStation Vita TV (PS Vita TV) 発売。
  - 11月15日 - 北米の2カ国でPS4が発売（世界初）。
- 2014年
  - 1月7日 - 米国のコンシューマー・エレクトロニクス・ショー (CES) にてPlayStation Nowを発表。
  - 2月14日 - PlayStation Appサービス開始。
  - 2月22日 - 日本国内でPS4が発売。
- 2016年
  - 9月15日　- PlayStation 4 (PS4) スリム型モデル(CUH-2000)発売。
  - 10月13日 - PlayStation VR (PS VR) 発売。
  - 11月10日 - PlayStation 4 Pro (PS4 Pro) 発売。
- 2017年
  - 3月31日 - PlayStation 3 最終モデルの生産終了。
- 2018年
  - 9月26日 - Fortniteでのアップデートを皮切りに、オンラインマルチプレイヤーのゲームにおいてPS4とPlayStation以外のハードによるクロスプレイが解禁される[23]。
  - 12月3日 - PlayStation Classic発売。
- 2019年
  - 4月16日 ‐ WIREDがマーク・サーニーの独占インタビューを掲載。PlayStation 4（PS4）の後継機となるPlayStation 5（PS5）(※この時点では名称不明) の概要が公表された[24]。
  - 12月3日 - 初代PS発売から25周年となったこの日に「史上最も売れた家庭用ビデオゲームコンソールブランド」（PS・PS2・PS3・PS4の累計販売台数、同年11月7日時点のVG Chartzによる推定値4億5019万台）としてギネス世界記録の認定を受ける[25]。
- 2020年
  - 11月12日 - PlayStation 5 (PS5) 発売[26]。
  - 12月11日 - フィリピンでPS5が発売。
- 2021年
  - 1月22日 - インドネシアでPS5が発売。
  - 2月2日 - インドでPS5が発売。
  - 5月15日 - 中国でPS5が発売。
- 2023年
  - 2月2日 - PlayStation VR2発売[27]。
  - 11月10日 - PlayStation 5 (PS5)スリム型モデル発売[28]。
  - 11月15日 - PlayStation Portal発売[29]。
- 2024年
  - 3月28日 - PlayStation 4 最終モデルの国内生産終了。
  - 11月7日 - PlayStation 5 Pro (PS5 Pro)発売。

## マスコットキャラクター
以下、日本国内でこれまでにテレビCMや会員サービス「PlayStation CLUB」、オンライン配信サービスなどで使用されたPlayStationの主なマスコットキャラクターである。特に初代PlayStationの頃には販売戦略としてキャラクターが多用されていた。
- クラッシュ・バンディクー
- パラッパ（パラッパラッパー）。
- ピポサル（サルゲッチュ）。
- ムームー星人（ジャンピングフラッシュ!/PlayStation CLUB初期のメインキャラクター）。
- 井上トロ（どこでもいっしょ/PS3・PSP向けの無料配信サービス「週刊トロ・ステーション」などにも登場）。

## スポンサー番組

### 過去
- ランク王国（TBS）
- めちゃ×2イケてるッ!（フジテレビ、1996年10月19日 - 2003年3月）
- ちびまる子ちゃん（フジテレビ）